# 藤原文信
藤原 文信（ふじわら の のりあきら）は、平安時代中期の貴族。藤原北家、中宮亮・藤原忠幹の子。官位は従四位上・筑後守。

## 経歴
天元4年（981年）筑後守に任ぜられる。永延3年（989年）4月1日に高野山より帰還する間、安倍正国に襲われて頭部二箇所を斬られるが、これは文信が筑後守在任中に正国の父母兄弟姉妹を鏖殺したため、正国より報いを受けたものであった。4月5日に百姓の上訴により官職を停められた藤原元命の代わりとして文信は尾張守に任ぜられる。4月6日に伊賀追捕使以忠によって捕らわれた正国の身柄は、文信の子である右衛門尉・藤原惟風の許に渡り、左右の手の指を切られ足を折られた。
寛弘6年（1009年）筑後守在任中には、大宰大弐・藤原高遠について、20ヶ条の不法を訴えて職を停めさせている。その他、右馬権頭・鎮守府将軍を歴任して、位階は従四位上に至った。

## 官歴
- 天元4年（981年）12月27日：筑後守[2]
- 永延3年（989年）4月5日：尾張守[3]
- 寛弘6年（1009年） 9月1日：見筑後守[4]
- 時期不詳：従四位上。右馬権頭。鎮守府将軍[5]

## 系譜
『尊卑分脈』による。
- 父：藤原忠幹
- 母：藤原子高の娘 - 藤原都子（冷泉天皇乳母）か？[6]
- 妻：清原中山の娘
  - 男子：藤原惟風
- 生母不明の子女
  - 男子：藤原惟貞
  - 男子：藤原惟忠
  - 女子：源奉職室、一条天皇乳母[6]